# Bisimbre
Bisimbre es un municipio de España, en la provincia de Zaragoza, comarca Campo de Borja, comunidad autónoma de Aragón. Tiene un área de 11,16 km² con una población de 108 habitantes (INE 2008) y una densidad de 9,68 hab/km².

## Geografía
Integrado en la comarca de Campo de Borja, se sitúa a 56 kilómetros de la capital aragonesa. El término municipal está atravesado por la Autopista Vasco-Aragonesa (AP-68) y por la carretera nacional N-122 entre los pK 51 y 52, además de por una carretera local que conecta con Agón. 
El relieve del municipio es predominantemente llano, con algunos barrancos y el río Huecha que hace de límite occidental. La altitud oscila entre los 365 metros en un cerro al norte y los 300 metros al este. El pueblo se alza a 320 metros sobre el nivel del mar. 
| Noroeste: Agón y Fréscano | Norte: Fréscano | Noreste: Mallén |
| Oeste: Agón               |                 | Este: Magallón  |
| Suroeste: Agón            | Sur: Agón       | Sureste: Agón   |

Situado en una llanura dominada a lo lejos por el Moncayo y, más próximos, por los montes Burrén y Burrena, se encuentra en una zona de depósitos cuaternarios de la Depresión del Ebro en el margen derecho del Río Huecha, en la comarca del campo de Borja.
Es una de las localidades (junto a Borja y La Almunia de Doña Godina) donde se filmó la película "Nobleza Baturra" IMDb (1935, Florián Rey), fácilmente reconocible por la escena en que se rompe un cántaro en el característico pilar de la plaza principal (en realidad es un "peirón" o humilladero, de los que hay dos en el término municipal).
Enlace al mapa de Google

## Demografía
Bisimbre cuenta con una población de 91 habitantes (INE 2024).
| Gráfica de evolución demográfica de Bisimbre entre 1842 y 2021                                                      |
| |
| Población de derecho según los censos de población del INE Población de hecho según los censos de población del INE |

## Administración y política
| Período   | Alcalde                  | Partido |  |
| --------- | ------------------------ | ------- |  |
| 1979-1983 | Emilio Sanz Yildi        | UCD     |  |
| 1983-1987 |                          |         |  |
| 1987-1991 |                          |         |  |
| 1991-1995 |                          |         |  |
| 1995-1999 |                          |         |  |
| 1999-2003 |                          |         |  |
| 2003-2007 |                          |         |  |
| 2007-2011 |                          |         |  |
| 2011-2015 | -                        |         |  |
| 2015-2019 | Pedro Antonio Royo Gabás | PP      |  |

| Partido político    | Partido político                                   | 2003   | 2007   | 2011   | 2015   |
| Partido político    | Partido político                                   | Ediles | Ediles | Ediles | Ediles |
|                     | Partido Popular de Aragón (PP)                     | 4      | 4      | 4      | 3      |
|                     | Partido Aragonés (PAR)                             | —      | —      | 1      | —      |
|                     | Partido de los Socialistas de Aragón (PSOE-Aragón) | 1      | 1      | —      | —      |
|                     | Chunta Aragonesista (CHA)                          | —      | —      | —      | —      |
| Total de concejales | Total de concejales                                | 5      | 5      | 5      | 3      |

## Cultura

### Patrimonio
La iglesia parroquial, dedicada a San Juan Bautista, es un edificio de sillería de estilo gótico, construida en el siglo XV y con retablos del siglo XVIII.

### Fiestas
- Fiestas de Pedro Sánchez, Segundo fin de semana de agosto
- Fiestas de la Inmaculada, del 7 al 10 de diciembre